# Hohenmölsen
Hohenmölsenⓘ là một thị trấn trong huyện Burgenland, bang Sachsen-Anhalt, Đức. Đô thị Hohenmölsen có diện tích 63,52 km², dân số thời điểm ngày 31 tháng 12 năm 2006 là 9530 người. Đô thị này có cự ly khoảng 10 km về phía đông nam Weißenfels, và 27 km về phía tây nam Leipzig.